# باول سميث (ممثل)
باول سميث (بالإنجليزية: Paul Smith)‏ هو ممثل أسترالي، ولد في 1968 بسيدني في أستراليا.

## أعمال

### أفلام
- (2001) كرة الوحش

## وصلات خارجية
- بول سميث على موقع IMDb (الإنجليزية)